# Пашков Олександр Костянтинович
Олександр Констянтинович Пашков (рос. Алекса́ндр Константи́нович Пашко́в; нар. 28 серпня 1944, Москва, СРСР) — радянський хокеїст (воротар), тренер і телевізійний коментатор. Олімпійський чемпіон, чемпіон світу і Європи.

## Із біографії
Народився 28 серпня 1944 у Москві. Вихованець хокейної школи столичного клуба «Метробуд». Виступав за московські команди «Локомотив» (1962–1963), «Крила Рад» (1963–1967, 1980–1982), ЦСКА (1967–1969), «Динамо» (1969–1974) і воскресенський «Хімік» (1974–1980). У складі ЦСКА вигравав чемпіонат і кубок СРСР 1968 року. З «Динамо» здобував срібну і бронзову нагороди національної ліги, був володарем і фіналістом кубка СРСР. Всього у вищій лізі чемпіонату СРСР провів 506 матчів. За результатами року чотири рази обирався до списку найкращих хокеїстів країни.
З московським «Спартаком» їздив у турне по Північній Америці (1978 рік). У поєдинку з тогочасним володарем кубка Стенлі, «Монреаль Канадієнс», був визнаний найкращим гравцем радянської команди. З середини 90-х років цим кубком щорічно нагороджується найкращий хокейний воротар Росії.
За національну збірну дебютував 26 листопада 1965. У Празі радянські спортсмени поступилися збірній Чехословаччини (2:4). У складі збірної СРСР здобув олімпійську золоту нагороду у Саппоро і титули чемпіона світу та Європи 1978 року. На Олімпійських іграх і чемпіонатах світу провів три поєдинки, а всього у складі збірної СРСР — одинадцять матчів.
В 1972 році закінчив Московський обласний державний інститут фізичної культури. По завершенні ігрової кар'єри працював у дитячо-юнацькій школі олімпійського резерву московського «Спартака». В 1987–1992 роках був наставником воротарів збірної СРСР. В подальшому тренував голкіперів клубних команд: 1993 — «Спартак» (Москва), 1994–1998 — ЦСКА (Москва), 1999–2000 — «Торпедо» (Ярославль), 2001 — «Салават Юлаєв» (Уфа), 2002 — «Лада» (Тольятті), 2003 — «Амур» (Хабаровськ). Працював коментатором на телеканалі «Спорт».

## Досягнення
- Олімпійський чемпіон (1): 1972
- Чемпіон світу (1): 1978
- Чемпіон Європи (1): 1978
- Чемпіон СРСР (1): 1968
- Срібний призер (1): 1972
- Бронзовий призер (1): 1974
- Володар кубка СРСР (2): 1968, 1972
- Фіналіст кубка СРСР (1): 1970

## Статистика виступів у збірній
| №  | Дата       | Місто     | Суперник       | Рахунок |
| -- | ---------- | --------- | -------------- | ------- |
| 1  | 26.11.1965 | Прага     | Чехословаччина | 2 : 4   |
| 2  | 21.01.1972 | Тампере   | Фінляндія      | 7 : 2   |
| 3  | 24.01.1972 | Стокгольм | Швеція         | 3 : 4   |
| 4  | 01.02.1972 | Саппоро   | НДР            | 14 : 1  |
| 5  | 10.02.1972 | Саппоро   | Польща         | 9 : 3   |
| 6  | 15.02.1972 | Токіо     | Польща         | 10 : 0  |
| 7  | 16.02.1972 | Токіо     | Японія         | 9 : 5   |
| 8  | 11.04.1978 | Тампере   | Фінляндія      | 4 : 2   |
| 9  | 14.04.1978 | Стокгольм | Швеція         | 7 : 1   |
| 10 | 30.04.1978 | Прага     | Фінляндія      | 6 : 3   |
| 11 | 01.05.1978 | Прага     | НДР            | 10 : 2  |